# Scyphophorus acupunctatus
Il punteruolo nero dell'agave (Scyphophorus acupunctatus Gyllenhal, 1838) è un coleottero della famiglia dei Curculionidi.
È considerato un insetto parassita, che colpisce le foglie giovani di agave, beucarnea e yucca, arrivando a insediarsi nel cuore della pianta.
La sua larva, conosciuta come "verme rosso" o "verme mageale", è la specie comunemente utilizzata per aromatizzare il mezcal.